# Trichiasis
Trichiasis is een oogaandoening waarbij de wimperharen van het onder- of bovenooglid tegen het hoornvlies schuren, doordat de wimperhaartjes scheef zijn ingegroeid.